# 정크 푸드

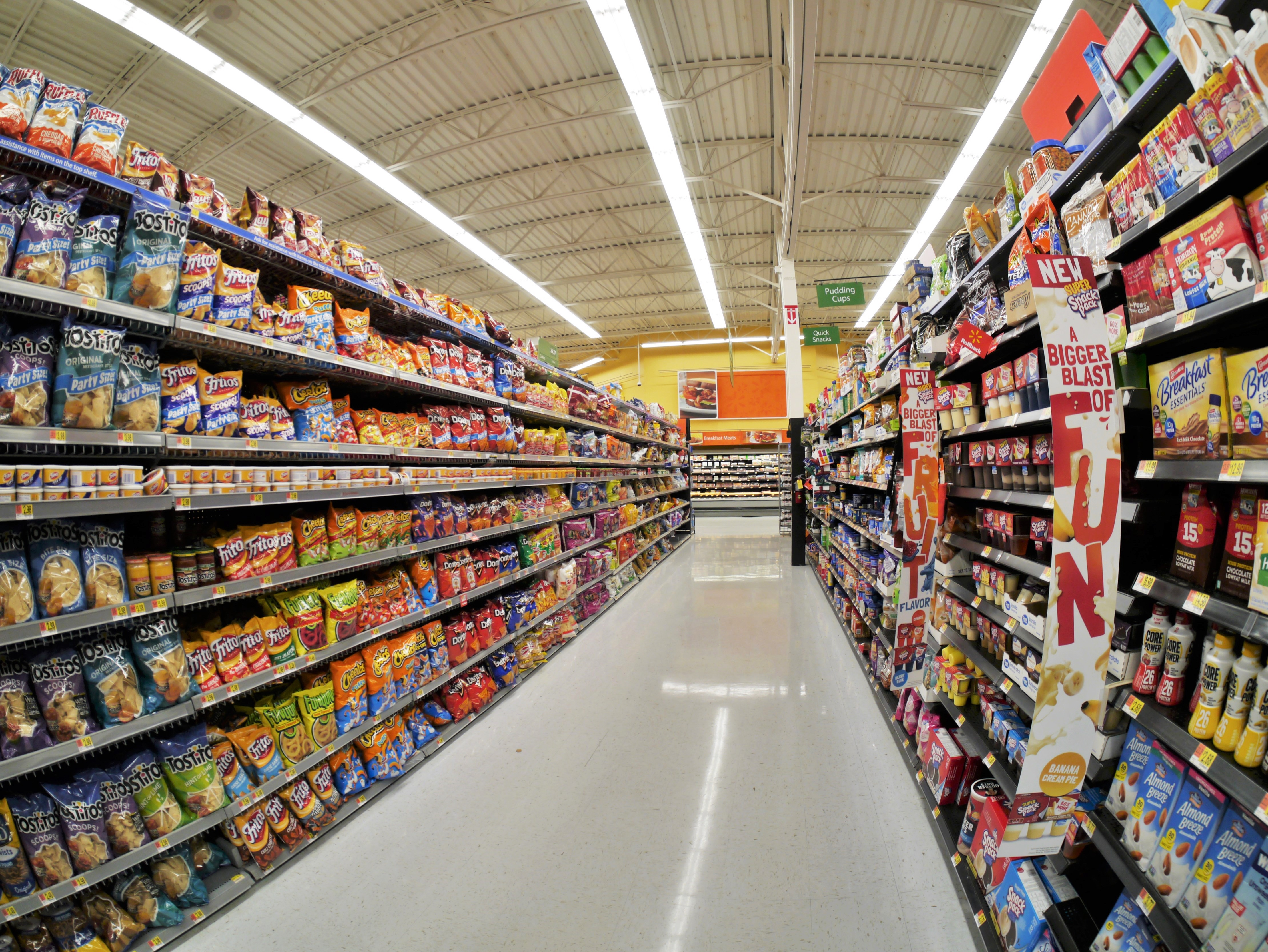

정크 푸드(junk food, 쓰레기 음식) 또는 부실음식은 열량이 높고 영양가는 많이 떨어지는 인스턴트 음식이나 패스트 푸드를 총칭하는 단어다. 충치를 유발하는 당분이 많이 첨가되어 당뇨의 원인이 되거나, 지방, 염분 등과 같은 식품 첨가물을 많이 포함하고 있어 성인병, 비만을 유발시키는 등의 건강에 좋지 않은 음식도 포함한다. 대표적인 정크푸드로는 탄산 음료, 감자튀김, 햄버거, 피자, 등이 있다.

## 같이 보기
- 비만증
- 위안을 주는 음식